# Diaphorina dunensis
Diaphorina dunensis är en insektsart som beskrevs av Mathur 1975. Diaphorina dunensis ingår i släktet Diaphorina och familjen rundbladloppor. Inga underarter finns listade i Catalogue of Life.